# Cartacemento

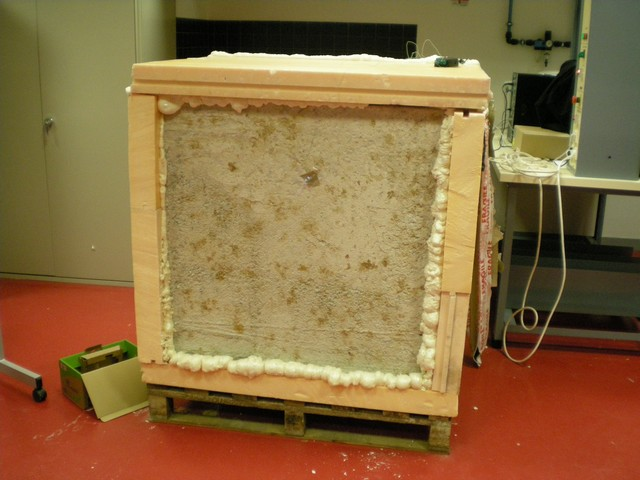
Un pannello sottoposto a test termici nell'ambito di un progetto in un liceo francese

Cartacemento (spesso indicato con il nome inglese di papercrete, contrazione di paper concrete) è un materiale composito da costruzione, costituito da un conglomerato in cui interviene una percentuale di fibra di carta, variabile secondo gli scopi, miscelata con cemento Portland, oppure argilla o altro materiale terroso (o una miscela di argilla/terra e cemento Portland), con eventuale aggiunta di sabbia.

## Storia
Fu brevettato per la prima volta nel 1928, ma l'interesse industriale e commerciale per questo materiale da costruzione non riuscì a decollare perché troppo economico e facile da realizzare, tanto da non poter garantire interessanti margini di guadagno.
Il materiale ha avuto una reviviscenza di interesse dagli anni ottanta del Novecento, quando fu riscoperto, in maniera indipendente, da James Moon di Tucson e da Eric Patterson di Silver City (Nuovo Messico) e da Mike McCain di Crestone (Colorado).

## Realizzazioni

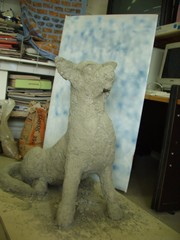
Statua rivestita in papercrete a partire da un'anima di carta pressata

Per la semplicità di realizzazione, e la relativa economicità dei costituenti (uno dei quali, la carta, può essere raccolto autonomamente come materiale di rifiuto), il materiale si presta facilmente al faidaté e all'utilizzo all'interno di progetti di autocostruzione. Negli Stati Uniti, ad esempio, secondo dati disponibili negli anni 2000, si contano decine di edifici residenziali realizzati in papercrete.
Lo stato dell'arte della costruzione in cartacememento, nei primi anni 2000, era rappresentato da due esempi realizzativi portati a termine negli Stati Uniti, in Colorado, entrambi nel 1999: una residenza privata a Crestone, e un intervento di ampliamento di una preesistente casa realizzata in balle di paglia, a Cortez.
Nel 2008, la Alcatel-Lucent, a Nogales (Messico), ha contribuito a realizzare il progetto di un'abitazione familiare completamente funzionale interamente realizzata in papercrete

## Composizione e caratteristiche
Le fibre di carta possono provenire da una notevole varietà di sorgenti, come carta di giornale, carta da macero, riviste, volantini, posta pubblicitaria, carta portata a rifiuto in raccolta differenziata, ecc. A seconda del tipo di carta, può essere necessaria una preventiva macerazione in acqua.
La realizzazione richiede una strumentazione molto rudimentale: un contenitore di volume adeguato e un miscelatore rotativo per mescolare l'impasto, che può anch'esso essere autocostruito. Realizzazioni in cartacemento possono essere rifinite con gli usuali materiali, come intonaci, stucchi, finiture e rivestimenti.

### Composizione
Una composizione tipica prevede che, per 600 litri di acqua, si miscelino gli ingredienti nelle seguenti proporzioni:
- circa 30 chili di carta;
- da 20 a 85 chili di cemento;
- da 0 a 30 chili di sabbia.

Nonostante il contributo in massa della carta possa sembrare modesto, il contributo finale in volume risulta molto più alto, fin a oltre il 50%, dal momento che l'asciugatura dell'acqua, per colatura ed evaporazione, lascia dietro di sé una struttura alveolare. Questa caratteristica contribuisce alla leggerezza e alle ottime caratteristiche di isolamento termico migliorando in maniera significativa la resistenza termica.

### Caratteristiche
Tra i pregi del materiale vi sono:
- leggerezza, dovuta all'estrema porosità del materiale;
- alto potere di isolamento termico, dovuto alla presenza delle fibre di carta e alla estrema porosità;
- stabilità di forma, anche quando bagnato (coefficiente di resistenza termica: R=0,8 m2K/ w per centimetro di spessore);
- buona resistenza a compressione, pari a 20 kg/cm²;
- buoni tempi di essiccazione, dipendenti dalla percentuale di cemento nell'impasto[8].

Percentuali maggiori di cemento conferiscono migliori caratteristiche meccaniche, abbreviano i tempi di essiccazione, e migliorano la resistenza all'acqua, ma, di converso, tendono a peggiorare le caratteristiche di isolamento termico.
La presenza di sabbia aumenta la massa termica e incrementa il peso specifico del materiale. La sua presenza migliora la resistenza al fuoco. Al pari del cemento, anche la presenza di sabbia nell'impasto, in percentuale variabile, tende a degradarne le prestazioni di isolamento termico.

### Formatura ed essiccazione
Il materiale può essere colato in forme, in modo da ottenere, con l'essiccazione, blocchi o pannelli. In alternativa, è possibile gettare direttamente in opera il materiale fluido, versandolo nelle casseforme. Nel primo caso, è richiesto un lavoro aggiuntivo di preparazione delle forme e di manipolazione dei blocchi. Nel secondo caso, si allungano i tempi di 'essiccazione del papercrete, dal momento che l'asciugatura ha inizio solo quando cessa del tutto il getto del fluido.
Nella programmazione del cantiere occorre tener conto dai vincoli imposti dai tempi di essiccazione, che, in estate, si aggirano sulle due settimane. I tempi di essiccazione diventano più lunghi (fino a tre settimane) nel caso della sostituzione, parziale o totale, del cemento con terra/argilla. Tali tempi possono essere abbreviati con l'esposizione alla radiazione solare, attraverso una copertura trasparente e impermeabile, che garantisca protezione da eventuali piogge estive.
Poiché la porosità del papercrete assorbe l'acqua, è necessario che i lavori di cantiere inizino presto in estate, per evitare il rischio di completare l'involucro in autunno, quando le condizioni ambientali non ne permetterebbero la completa asciugatura e costringerebbero ad attendere la primavera/estate successiva.

## FidobeeHybrid adobe
Una variante è costituita dal Fidobe (contrazione di fibrous adobe), nome con cui si indica un impasto simile al papercrete, in cui il cemento Portland è sostituito da terra. Si tratta di una variante ancora più economica, grazie alla sostituzione del cemento Portland con un materiale di ampia disponibilità come la terra. Il fidobe, inoltre, e a più basso impatto ambientale del papercrete, in quanto evita le emissioni in atmosfera di gas serra dovute al ciclo di produzione del cemento.
Il Fidobe presenta pregi simili a quelli del papercrete: leggerezza, stabilità di forma e resistenza al bagnato. Trattiene bene viti e chiodi, e si presta a essere dipinto.
Un difetto notevole è costituito dai lunghi tempi di essiccazione. Questo inconveniente può essere evitato con l'aggiunta di percentuali opportune di cemento Portland: quello che si ottiene è un materiale ibrido, chiamato per questo Hybrid adobe, con caratteristiche intermedie tra i precedenti per quanto riguarda stabilità, economicità e impatto ambientale.